# ミルズ郡 (アイオワ州)
ミルズ郡（Mills County）は、アメリカ合衆国アイオワ州に位置する郡である。人口は14,547人（2000年）。郡庁所在地はグレンウッドである。

## 地理

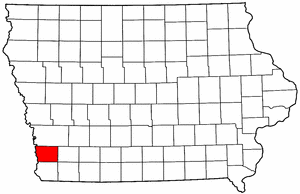
アイオワ州内の位置

アメリカ合衆国統計局によると、この郡は総面積1,139 km2 (440 mi2) である。このうち1,131 km2 (437 mi2) が陸地で8 km2 (3 mi2) が水地域である。総面積の0.71%が水地域となっている。

### 隣接する郡
- ポタワタミー郡  (北)
- モンゴメリー郡  (東)
- フレモント郡  (南)
- カス郡 (ネブラスカ州)  (南西)
- サーピィ郡 (ネブラスカ州)  (西)

## 人口動勢
2000年国勢調査で、この郡は人口14,547人、5,324世帯、及び3,939家族が暮らしている。人口密度は13/km2 (33/mi2) である。5/km2 (13/mi2) の平均的な密度に5,671軒の住宅が建っている。この郡の人種的な構成は白人97.97%、アフリカン・アメリカン0.28%、先住民0.27%、アジア0.29%、太平洋諸島系0.01%、その他の人種0.36%、及び混血0.82%である。ここの人口の1.23%はヒスパニックまたはラテン系である。
この郡内の住民は26.80%が18歳未満の未成年、18歳以上24歳以下が7.00%、25歳以上44歳以下が28.10%、45歳以上64歳以下が25.50%、及び65歳以上が12.60%にわたっている。中央値年齢は38歳である。女性100人ごとに対して男性は100.60人である。18歳以上の女性100人ごとに対して男性は96.70人である。
この郡の世帯ごとの平均的な収入は42,428米ドルであり、家族ごとの平均的な収入は49,592米ドルである。男性は31,721米ドルに対して女性は24,938米ドルの平均的な収入がある。この郡の一人当たりの収入 (per capita income) は18,736米ドルである。人口の8.30%及び家族の5.80%は貧困線以下である。全人口のうち18歳未満の10.30%及び65歳以上の7.60%は貧困線以下の生活を送っている。

## 都市及び町
| - グレンウッド (Glenwood) - エマソン (Emerson) - ヘンダーソン (Henderson) - パシフィックジャンクション (Pacific Junction) | - シルバーシティ (Silver City) - Malvern - Hastings |

### 郡区
- アンダーソン郡区
- センター郡区
- ディアクリーク郡区
- グレンウッド郡区
- インディアンクリーク郡区
- イングラハム郡区
- リヨン郡区
- オーク郡区
- プラットヴィル郡区
- ロールズ郡区
- セントメリーズ郡区
- シルバークリーク郡区
- ホワイトクラウド郡区